# روت-فايس فرانكفورت
نادي روت-فايس فرانكفورت الرياضي (بالألمانية: Sportgemeinschaft Rot-Weiss 01 Frankfurt e.V.) نادي كرة قدم ألماني يلعب في دوري الدرجة الخامسة. تم تأسيس النادي في سنة 1901.